# Peperomia obcordata
Peperomia obcordata är en pepparväxtart som beskrevs av Presl. Peperomia obcordata ingår i släktet peperomior, och familjen pepparväxter. Inga underarter finns listade i Catalogue of Life.